# 陳培庚
陈培庚（?—?），字实甫，号少蕖，幼随伯父陈作相、陈作辅启蒙读书，六岁府学初试为廪生，中试为贡生。进入武昌经心书院、两湖书院就读。光绪十七年考中举人。1893年选湖北武昌府江夏县复设训导。次年中进士，钦点内阁中书，后调任京师内阁额外中书舍人，后改任京师宗府门外舍人。14年放贵州贵阳府罗斛理苗同知，2年后调任平越知州、候补道台。后由贵州巡抚曹鸿勋保举，派任湖南省办广上烟土总办。1909年屈满回鄂，当选为湖北省咨议局议员。在第—次常年会议上提出改良教育、整顿吏治、发展实业等多项议案，但未被当局采纳；陈培庚看到立宪派满是利欲健旺的野心家，遂决意离开政界，在武昌开设通生祥大布店。1920年9月，当选为湖北省自治筹备会委员，在第二次筹备会为唤起国民精神，就“自治”二字发表自己的见解。次午当选为自治筹备会参议。主张办省防团、醋团和保卫团，保护自治运动。6月28他与湖北各府州代表11人赴京晋见总督靳云鹏，要求罢免湖化督军王占元，遭到拒绝。不久，湖北自治运动转入学术研究而烟消云散。1922年入湖北文征馆任编纂。他学识宏通，生词典雅，与天门进士周少朴、沔阳进士杨二康齐名。时人誉为：“叩匕三少”。1923年3月在武昌司门官僚政客私人小包车撞倒，不幸去世。
光緒二十年（1894年），参加光緒甲午科殿試，登進士三甲150名。同年五月，授内阁中书